# Pistolet maszynowy Hotchkiss Type Universal
Hotchkiss Type Universal – nazwa nadana przez firmę Hotchkiss pistoletom maszynowym Modele 010 i Type 017.

## Historia konstrukcji
W momencie zakończenia II wojny światowej armia francuska dysponowała prawdziwą mozaiką typów pistoletów maszynowych. Były to amerykańskie peemy Thompson i M3, brytyjskie steny, niemieckie MP 40, a także własne MAS 38. Jednocześnie z tą mieszanką broni używano trzech rodzajów amunicji pistoletowej: .45 ACP, 9 mm Parabellum i 7,65 mm Long.
Po zakończeniu wojny postanowiono ujednolicić uzbrojenie i utrzymać w uzbrojeniu jak najmniejszą liczbę typów broni i amunicji. W tym czasie produkowano we Francji pistolet maszynowy MAS 38, ale jak wykazały doświadczenia wojenne skuteczność tej broni była niska. Była to wina słabej amunicji 7,65 mm Long. Ponieważ nabój .45 ACP uznano za powodujący zbyt silny odrzut, postanowiono przyjąć do uzbrojenia nowy pistolet maszynowy kalibru 9 × 19 mm Parabellum.
Prototypy przygotowały dwie firmy MAT i Hotchkiss. O ile konstrukcja firmy MAT (MAT 49) była konwencjonalna, o tyle konstrukcja firmy Hotchkiss była dość niezwykła.
Konstruktorzy firmy Hotchkiss po przeanalizowaniu doświadczeń wojennych uznali, że nowoczesny peem musi spełniać dość sprzeczne wymagania. Żeby broń była celna musi mieć jak najdłuższą linię celowania (odległość między muszką a celownikiem), a więc musi być długa. Z drugiej jednak strony długa broń jest niewygodna w przenoszeniu. Długość broni można zmniejszyć stosując kolbę składaną, ale konstruktorzy Hotchkissa postanowili pójść dalej.
Ich pistolet maszynowy można było złożyć w paczkę o wymiarach 435 × 120 mm. Aby tego dokonać należało:
- obrócić gniazdo magazynka do przodu.
- wsunąć magazynek do oporu.
- odciągnąć kolbę do tyłu i obrócić do przodu aż do momentu kiedy hak kolby połączy się z zaczepem znajdującym się na gnieździe magazynka (jednocześnie ze składaniem kolby do przodu obraca się chwyt pistoletowy)
- obrócić zaczep lufy i wsunąć lufę do komory zamkowej.

W 1949 roku wprowadzono na rynek dwie odmiany tego pistoletu maszynowego:
- Model 010 – wersja wojskowa (mogąca strzelać seriami)
- Type 017 – wersja policyjna (samopowtarzalna).

Produkcję pistoletu maszynowego „Type Universal” szybko zakończono. Doświadczenia eksploatacji w czasie pierwszej wojny indochińskiej wykazały, że złożony jest bardzo wygodny do noszenia, ale do momentu całkowitego rozłożenia pozostawia użytkownika całkowicie bezbronnym. Konkurencyjny MAT 49 okazał się znacznie praktyczniejszy, a co nie mniej ważne, tańszy w produkcji i to on został przyjęty do uzbrojenia.
Wyprodukowano około 2000 pistoletów Model 010 (Type 017 pozostał prototypem). Wyprodukowane egzemplarze zostały wycofane z uzbrojenia. Obecnie jest to broń bardzo rzadko spotykana (w 2002 jeden z egzemplarzy był prezentowany na wystawie broni zdobytej przez Izraelczyków na terenie Autonomii Palestyńskiej)

## Opis konstrukcji
Pistolet maszynowy Hotchkiss Type Universal był indywidualną bronią samoczynną. Zasada działania oparta na odrzucie zamka swobodnego. Broń strzelała z zamka otwartego. Mechanizm spustowy z przełącznikiem rodzaju ognia (w postaci kołka nad chwytem pistoletowym). Zamek napinany rączką po prawej stronie rurowej komory zamkowej. Zasilanie z magazynków 32 nabojowych. Przyrządy celownicze mechaniczne (muszka i celownik przerzutowy). Kolba metalowa. Lufa zakończona podstawą muszki i hakiem ułatwiającym strzelanie przez otwory strzelnicze pojazdów.